# Biografielijst Fa

## Fa
- Fa Xian (ca.337-ca.422), Chinees boeddhistisch monnik en reiziger

## Faa
- Henk Faanhof (1922-2015), Nederlands wielrenner
- Ellis Faas (1962), Nederlands mode-visagiste
- Henry Faas (1926-1990), Nederlands journalist
- Hella Faassen (1925-2016), Nederlands actrice
- Ina van Faassen (1928-2011), Nederlands actrice en cabaretière

## Fab

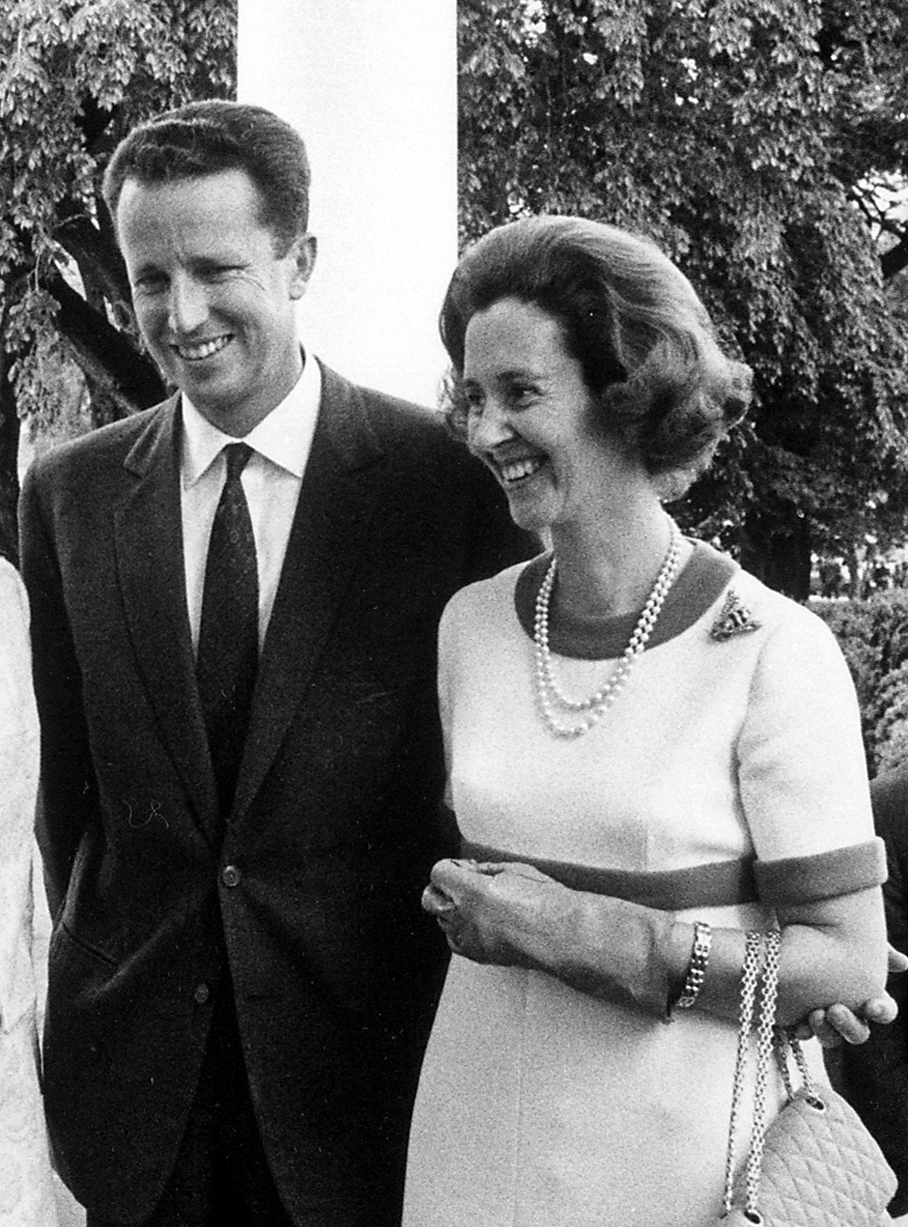
Koningin Fabiola in 1969

- Marco Fabbri (1988), Italiaans kunstschaatser
- Feite Faber (1923-2010), Nederlands politicus
- François Faber (1887-1915), Luxemburgs wielrenner
- Jan Faber (1917-2001), Nederlandse verzetsstrijder tijdens de Tweede Wereldoorlog
- Jan Cornelis Adriaan Faber (1908-1958), Nederlands KNIL-officier
- Jan Lambertus Faber (1875-1958), Nederlands predikant en politicus
- Johann Faber (1902-1979), Nederlands kunstenaar
- Johann Joseph Faber (1767-1846), Luxemburgs leerlooier, burgemeester en vrederechter
- Johann Ludwig Faber (1635-1678), Duits kerklieddichter
- Johannes Alle Faber (1925-2007), Nederlands historicus
- Klaas Carel Faber (1922-2012), Nederlands-Duits NSB'er, SS'er en oorlogsmisdadiger
- Lykele Faber (1919-2009), Nederlands militair
- Mient Jan Faber (1940-2022), Nederlands vredesactivist
- Peter Faber (1943), Nederlands acteur
- Peter Faber (1506-1546), Frans theoloog
- Pieter Johan Faber (ca.1920-1948), Nederlands SD'er en oorlogsmisdadiger
- Ruurd Faber (1912-1992), Nederlands politicus
- Sytze Faber (1937), Nederlands politicoloog, bestuurskundige, journalist, columnist en politicus
- Sjoerdtsje Faber (1915-1998), Nederlands schaatsster
- Tjitze Faber (1920-1988), Nederlands politicus
- Toos Faber-de Heer (1929-2020), Nederlands journalist en justitievoorlichter
- Jeremias Cornelis Faber van Riemsdijk (1786-1863), Nederlands politicus en bestuurder
- Peter Carl Fabergé (1846-1920), Russisch juwelier
- Marco Fabían (1989), Mexicaans voetballer
- Fabio Fabiani (1974), Italiaans autocoureur
- Joel Fabiani (1936), Amerikaans acteur
- Fabiola (1946-2013), Duits performancekunstenaar
- Koningin Fabiola (1928-2014), Belgisch echtgenote van koning Boudewijn I
- Diederik Fabius (1937-2015), Nederlands generaal
- Vesna Fabjan (1985), Sloveens langlaufster
- Henri Fabre (1882-1984), Frans luchtvaartpionier
- Jan Fabre (1958), Vlaams kunstenaar
- Cesc Fàbregas (1987), Spaans voetballer
- Stafke Fabri (1934-2006), Belgisch zanger
- Fabrice (1961-2021), Nederlands beeldend kunstenaar
- Johan Fabricius (1899-1981), Nederlands schrijver
- Otto Fabricius (1744-1822), Deens missionaris, bioloog, etnograaf en ontdekker
- Carel Fabritius (1622-1654), Nederlands kunstschilder
- Johannes Fabritius (1636-1709), Nederlands kunstschilder
- Aldo Fabrizi (1905-1990), Italiaans acteur en regisseur
- David Fabrizio, Amerikaans acteur
- Michel Fabrizio (1984), Italiaans motorcoureur
- Charles Fabry (1867-1945), Frans natuurkundige

## Fac
- Giacinto Facchetti (1942-2006), Italiaans voetballer

## Fad
- Aleksandr Fadejev (1964), Russisch kunstschaatser
- Mohammad Hussein Fadlallah (1935-2010), Libanees geestelijk leider
- František Fadrhonc (1914-1981), Tsjechoslowaaks voetbaltrainer

## Fae
- Dennis Faes (1979), Belgisch kunstenaar en muzikant, bekend onder het pseudoniem Dennis Tyfus
- Inge Faes (1973), Belgisch politica
- Pieter Faes (1750-1814), Zuid-Nederlands kunstschilder
- Wout Faes (1998), Belgisch voetballer

## Faf
- Ab Fafié (1941-2012), Nederlands voetballer en voetbaltrainer

## Fag
- Gerard Fagel (1946-1989), Nederlands kok en ondernemer
- Wiro Fagel (1934-2022), Nederlands abt
- Franco Faggi (1926), Italiaans roeier
- Federico Faggin (1941), Italiaans/Amerikaans natuurkundige
- Alireza Faghani (1978), Iraans voetbalscheidsrechter
- Bruno Fagnoul (1936-2023), Belgisch politicus
- Guy-Crescent Fagon (1638-1718), Frans arts en botanicus

## Fah

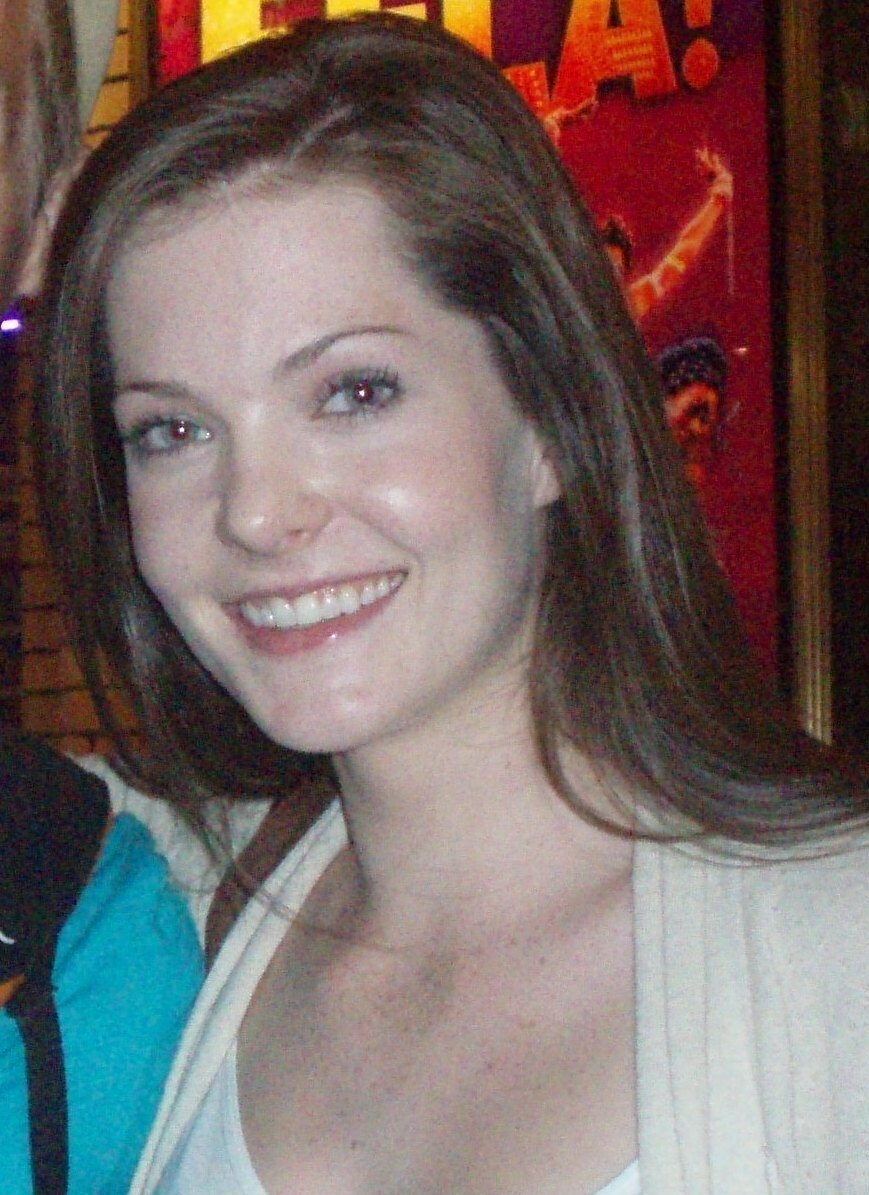
Meghann Fahy

- Melissa Fahn (1973), Amerikaans actrice en zangeres
- Joseph Fahnbulleh (2001), Liberiaans atleet
- Nadine Fähndrich (1995), Zwitsers langlaufster
- Jens Fahrbring (1984), Zweeds golfer
- Gabriel Fahrenheit (1686-1736), Duits natuurkundige
- Meghann Fahy (1990), Amerikaans actrice en zangeres

## Fai

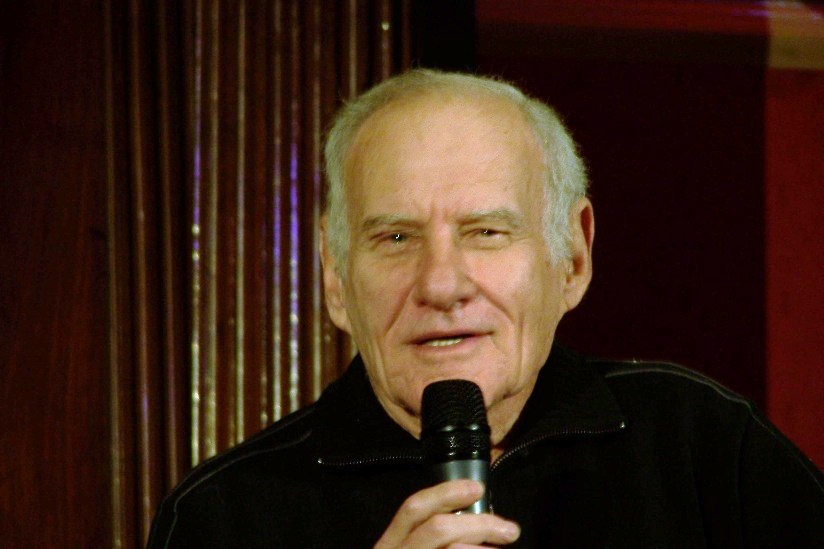
Michael Fairman, 2007

- Lo Ka Fai (1976), Hongkongs autocoureur
- Joseph Sébastien della Faille d'Assenede (1756-1830), burgemeester van Gent (België)
- Agnès della Faille d'Huysse (1888-1971), Belgisch politicus en weerstander
- Ted Failon (1962), Filipijns journalist, presentator en politicus
- Arthur Faingnaert (1883-1971), Belgisch journalist en Vlaams activist
- Emiel Faingnaert (1919-1980), Belgisch wielrenner
- John Fairbairn (1983), Canadees skeletonracer
- Douglas Fairbanks (1883-1939), Amerikaans acteur
- Douglas Fairbanks jr. (1909-2000), Amerikaans acteur
- Michael Fairman (1934), Amerikaans acteur en scenarioschrijver
- Jackie Fairweather (1967-2014), Australisch atlete en triatlete
- Ajmal Faisal (1990), Afghaans bokser
- Frankie Faison (1949), Amerikaans acteur'
- Manuel Faißt (1993), Duits noordse combinatieskiër
- Percy Faith (1908-1976), Amerikaans componist en orkestleider
- Emily Faithfull, (1835-1895), Engels vrouwenrechtenactivist en uitgever
- Marianne Faithfull (1946-2025), Brits zangeres
- Antoine Faivre (1934-2021), Frans onderzoeker
- Mathieu Faivre (1992), Frans alpineskiër
- Virginie Faivre (1982), Zwitsers freestyleskiester
- Dara Faizi (1988-2013), Nederlands-Afghaans cabaretier
- Ajmal Faizzada (1987), Afghaans judoka

## Faj
- Paweł Fajdek (1989), Pools atleet
- František Fajtl (1912-2006), Tsjechisch gevechtspiloot en schrijver

## Fak
- Jakov Fak (1987), Sloveens-Kroatisch biatleet
- Abdul "Duke" Fakir (1935-2024), Amerikaans (tenor)zanger

## Fal

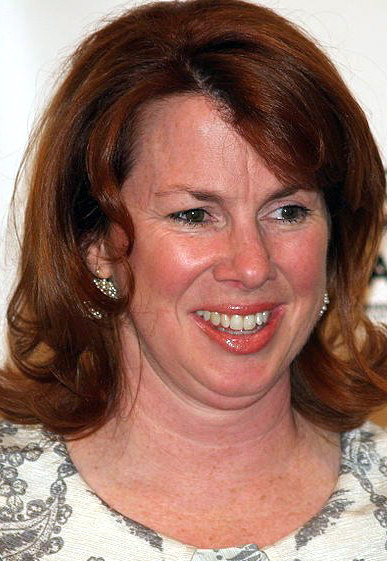
Siobhan Fallon, 2008

- Maxime de la Falaise (1922-2009), Engels model, actrice, kookboekenschrijfster en modeontwerpster
- Giancarlo Falappa (1963), Italiaans motorcoureur
- Matej Falat (1993), Slowaaks alpineskiër
- Julien Falchero (1997), Frans autocoureur
- Hildegard Falck (1949), Duits atlete
- Falco (1957-1998), Oostenrijks zanger (Johann Hölzel)
- Didier Falise (1961), Belgisch atleet
- Hanna Falk (1989), Zweeds langlaufster
- Peter Falk (1927-2011), Amerikaans acteur
- Richard Falk (1930), Amerikaans jurist en VN-rapporteur
- Heinz Falke (1930-2012), kunstenaar
- Joop Falke (1933-2016), beeldend kunstenaar en edelsmid
- Violet Falkenburg (1948), Nederlands columniste, journaliste, radio- en tv-presentatrice
- Rudi Falkenhagen (1933-2005), Nederlands (film)acteur
- Alexander von Falkenhausen (1878-1966), Duits militair bevelhebber
- Erich von Falkenhayn (1861-1922), Duits militair bevelhebber
- Leo Fall (1873-1925), Oostenrijks componist
- Maiken Caspersen Falla (1990), Noors langlaufster
- Oriana Fallaci (1929-2006), Italiaans verzetsstrijdster, journaliste, publiciste en schrijfster
- Bilall Fallah (1986), Belgisch filmregisseur en scenarioschrijver
- Giuseppe Fallarini (1934-2023), Italiaans wielrenner
- Sean Fallon (1922-2013), Iers voetballer
- Siobhan Fallon (1961), Amerikaans actrice
- Harold Faltermeyer (1952), Duits muzikant
- Gerd Faltings (1954), Duits wiskundige
- Rita Faltoyano (1978), Hongaars zwemster, fotomodel en pornoactrice
- Agnetha Fältskog (1950), Zweeds zangeres
- György Faludy (1910-2006), Joods-Hongaars dichter, schrijver en vertaler
- Jerry Falwell (1933-2007), Amerikaans (tv-)predikant en christelijk schrijver

## Fam
- Charles Fambrough (1950-2011), Amerikaans jazzbassist en -componist
- Alessandro Famularo (2003), Venezolaans autocoureur

## Fan
- Thomas Fanara (1981), Frans alpineskiër
- Elena Fanchini (1985-2023), Italiaans alpineskiester
- Nadia Fanchini (1986), Italiaans alpineskiester
- Richard Fancy (1943), Amerikaans acteur
- Rikkert Faneyte (1969), Nederlands honkballer
- Amintore Fanfani (1908-1999), Italiaans politicus
- Fang Lizhi (1936-2012), Chinees natuurkundige en dissident
- Juan Manuel Fangio (1911-1995), Argentijns autocoureur
- Milt Fankhouser (1915-1970), Amerikaans autocoureur
- Anders Fannemel (1991), Noors schansspringer
- Dakota Fanning (1994), Amerikaans actrice
- Elle Fanning (1998), Amerikaans actrice
- Thomas Fannon (1998), Brits zwemmer
- Ursula Askham Fanthorpe (1929-2009), Engels dichteres
- Pietro Fantin (1991), Braziliaans autocoureur

## Fao
- Mohammed Faouzi (1987), Nederlands voetballer

## Far

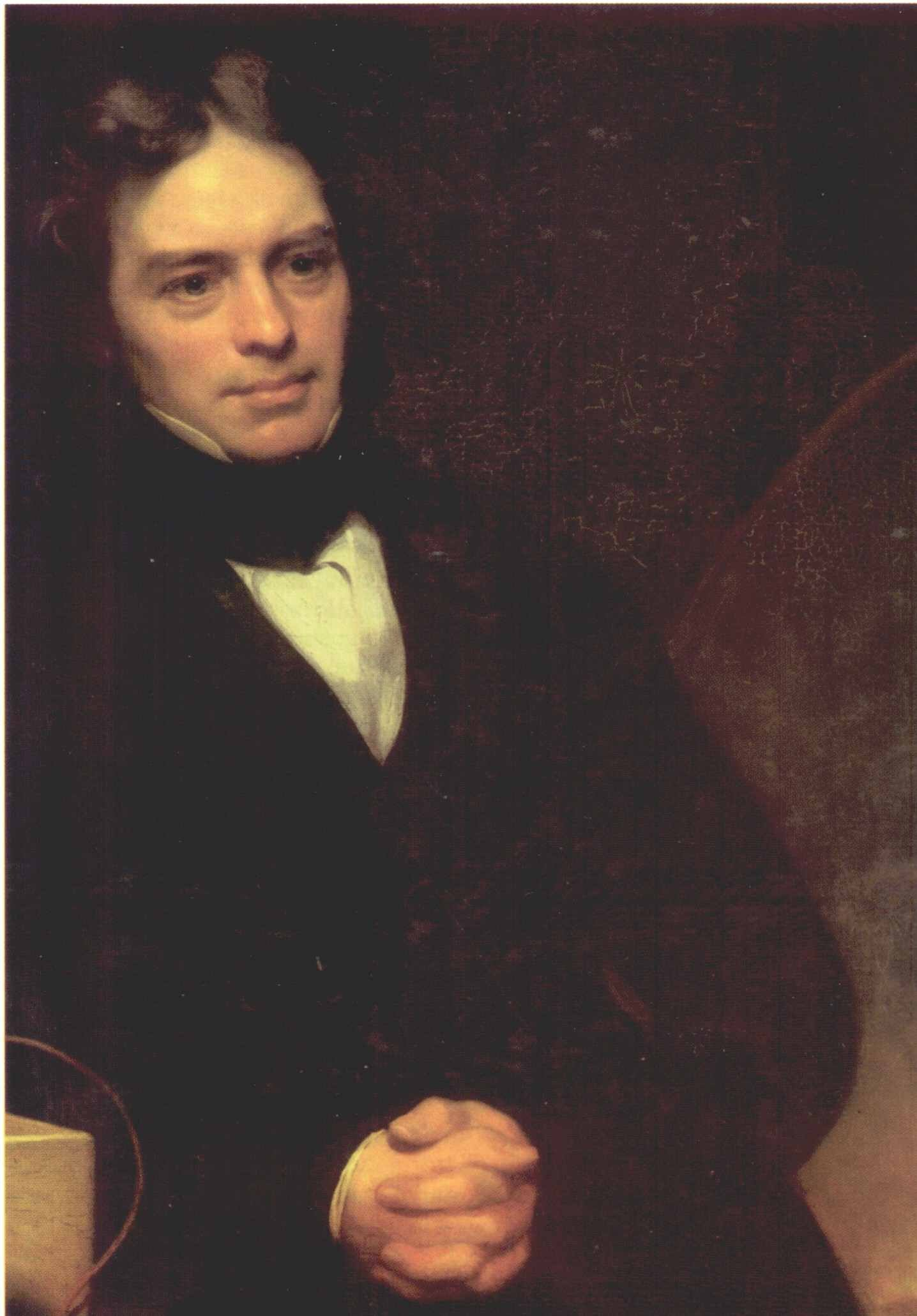
Michael Faraday

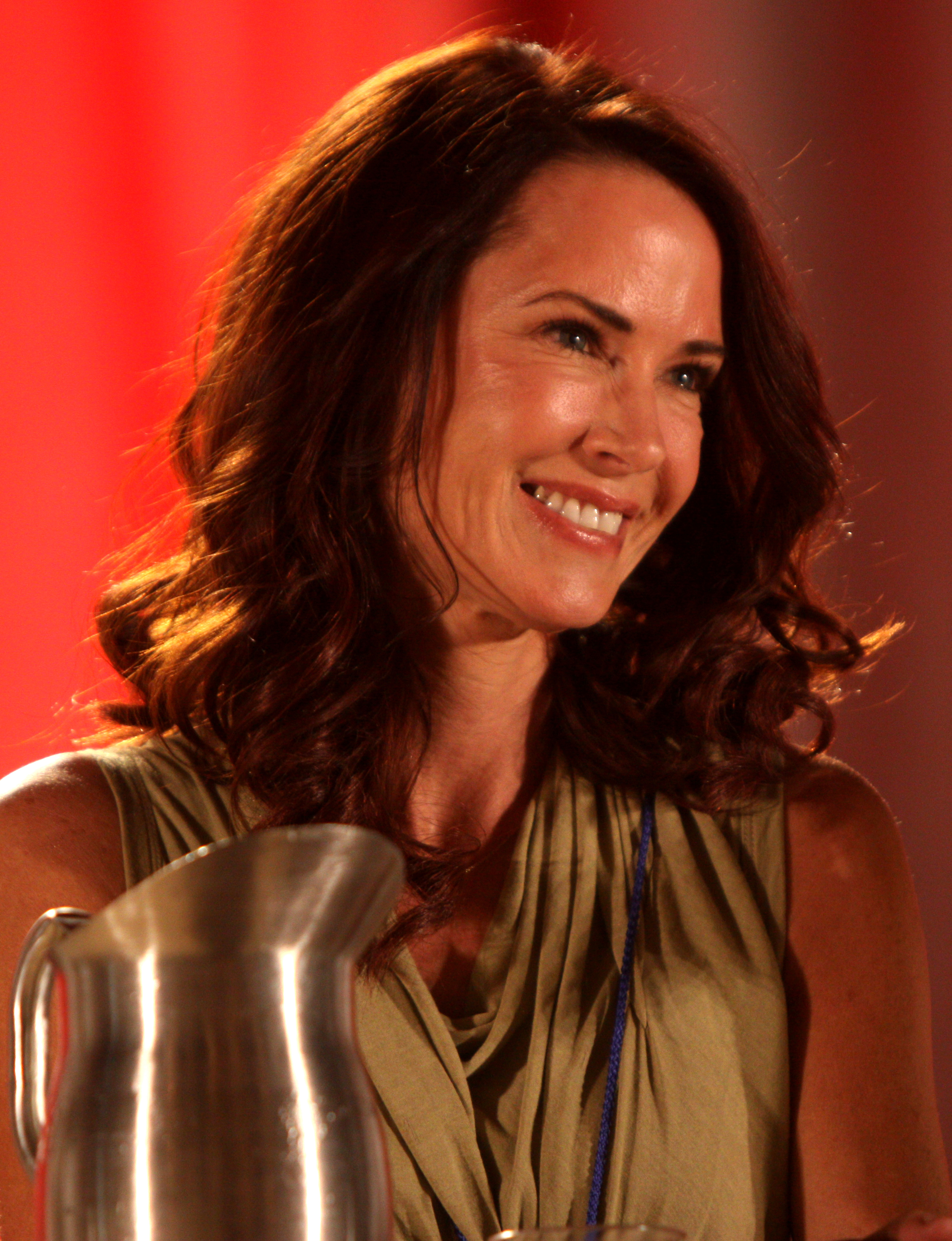
Debrah Farentino, 2012

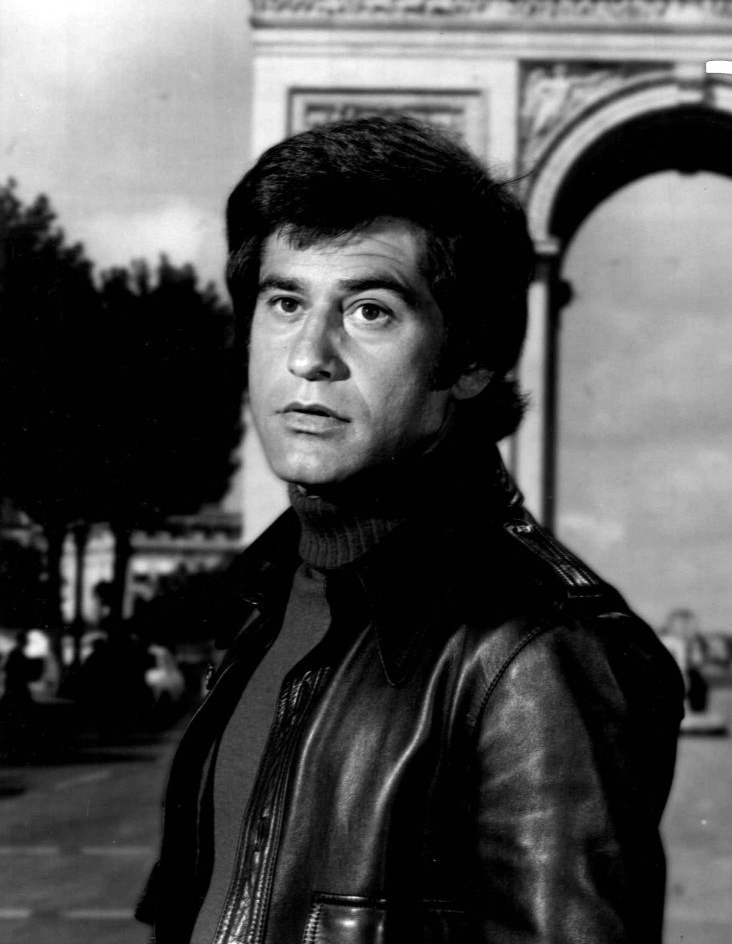
James Farentino, 1972

- Michael Faraday (1791-1867), Brits natuurkundige en scheikundige
- Nigel Farage (1964), Brits politicus
- Mo Farah (1983), Brits atleet
- Golshifteh Farahani (1983), Iraans actrice en pianiste
- Hamad Al Fardan (1987), Bahreins autocoureur
- Don Fardon (1943), Brits zanger
- Debrah Farentino (1959), Amerikaans actrice
- James Farentino (1938-2012), Amerikaans acteur
- Jefferson Farfán (1984), Peruviaans voetballer
- Antonio de Faria (16e eeuw), Portugees ontdekkingsreiziger
- Rabella de Faria (1960), Nederlands zakenvrouw en politica
- Roberto Faria (2004), Braziliaans autocoureur
- Frank Farian (1941-2024), Duits muziekproducent, zanger en liedjesschrijver
- Noureddine Farihi (1957-2022), Belgisch acteur
- Dennis Farina (1944-2013), Amerikaans acteur
- Frank Farina (1964), Australisch voetbalcoach en voormalig profvoetballer
- Giuseppe Farina (1906-1966), Italiaans autocoureur
- Stefano Farina (1962-2017), Italiaans voetbalscheidsrechter
- Muhammed Faris (1951-2024), Syrisch militair en ruimtevaarder
- Firouz Mirza Nosrat-ed-Dowleh Farman Farmaian III (1889-1937), Iraans minister
- Henri Farman (1874-1958), Brits-Frans luchtvaartpionier
- Cotton Farmer (1928-2004), Amerikaans autocoureur
- Mylène Farmer (1961), Canadees zangeres
- Philip José Farmer (1918), Amerikaans schrijver
- Giles Farnaby (1562/3-1640), Engels componist
- Robert Farnan (1877-1939), Amerikaans roeier
- Alessandro Farnese (1468-1549), Italiaans paus (1534-1549)
- Alexander Farnese (1545-1592), Spaans veldheer, landvoogd van de Nederlanden
- Alexander Farnerud (1984), Zweeds voetballer
- Philo Taylor Farnsworth (1906-1971), Amerikaans televisiepionier en uitvinder
- George Farquhar (ca. 1677–1707), Engels toneelschrijver
- Ernest Farrar (1885-1918), Brits componist en organist
- Tyler Farrar (1984), Amerikaans wielrenner
- Bobby Farrell (1949-2010), Arubaans danser
- Charles Farrell (1901-1990), Amerikaans acteur
- Colin Farrell (1976), Iers acteur
- Margaux Farrell (1990), Frans zwemster
- Kaitlyn Farrington (1989), Amerikaans snowboardster
- John Farrow (1904-1963, Amerikaans filmregisseur
- John Farrow (1982), Australisch skeletonracer
- Mia Farrow (1945), actrice
- Tisa Farrow (1951-2024), Amerikaans actrice
- Jim Farry (1955-2010), Schots voetbalbestuurder
- Ali Farzat (1951), Syrisch cartoonist

## Fas
- Carl Friedrich Fasch (1736-1800), Duits componist
- Janna Fassaert (1981), Nederlands actrice
- Rainer Werner Fassbinder (1945-1982), Duits filmregisseur, filmproducer, acteur en toneelschrijver
- Cees Fasseur (1938-2016), Nederlands historicus en jurist
- Brenda Fassie (1964-2004), Zuid-Afrikaans zangeres
- Armand Fassin (1925-1998), Belgisch politicus
- Nicolas Henri Joseph de Fassin (1728-1811), Zuid-Nederlands kunstschilder
- Paul Fassin (1892-1949), Belgisch vakbondsbestuurder
- Marcel Fässler (1976), Zwitsers autocoureur
- Ron Fassler (1957), Amerikaans acteur en scenarioschrijver
- Ernst Fast (1881-1959), Zweeds atleet
- Howard Fast (1914-2013), Amerikaans schrijver
- Niclas Fasth (1972), Zweeds golfer
- Olusoji Fasuba (1984), Nigeriaans atleet

## Fat
- Ulviyya Fataliyeva (1996), Azerbeidzjaans schaakster
- Fatboy Slim (1963), Brits musicus
- Fatman Scoop (Isaac Freeman III) (1970/1971-2024), Amerikaans hiphopartiest
- Rawhi Fattuh (1949?), Palestijns politicus

## Fau
- Héctor Faubel (1983), Spaans motorcoureur
- Damien Faulkner (1977), Iers autocoureur
- Pádraig Faulkner (1918-2012), Iers politicus
- William Faulkner (1897-1962), Amerikaans schrijver
- Beatrice Faumuina (1974), Nieuw-Zeelands atlete
- Camille Alphonse Faure (1840-1898), Frans scheikundige
- Gabriel Fauré (1845-1924), Frans componist
- Philippe Faure (1952-2010), Frans acteur, toneelschrijver en theaterdirecteur
- Faustina de Jongere, (ca.120-ca.175), gemalin van Marcus Aurelius
- Faustina de Oudere (ca.100-140), gemalin van Antoninus Pius

## Fav
- Pierino Favalli (1914-1986), Italiaans wielrenner
- Jean-Jacques Favier (1949-2023), Frans ruimtevaarder
- Claude Favre de Vaugelas (1585-1650), Frans taalkundige en letterkundige
- Lucien Favre (1957), Zwitsers voetballer en voetbalcoach

## Faw
- Farrah Fawcett (1947-2009), Amerikaans actrice
- Guy Fawkes (1570-1606), Engels militair en aanslagpleger
- Wally Fawkes (1924-2023), Brits-Canadees jazzmuzikant

## Fay
- Antoon Faydherbe (?-1653), Vlaams beeldhouwer
- Guillermo Fayed (1985), Frans alpineskiër
- Henri Fayol (1841-1925), Frans organisatiedeskundige
- Robert Fayrfax (1464-1521), Brits componist
- Guy Fays (1969), Belgisch atleet
- Salam Fayyad (1952), Palestijns econoom en politicus (o.a. premier)

## Faz
- Árpád Fazekas (1930-2018), Hongaars voetbaldoelman
- Federico Fazio (1987), Argentijns voetballer
- Samir Fazli (1991), Macedonisch voetballer